# Semana Mundial de Sensibilización sobre los Antibióticos
La Semana Mundial de Concienciación sobre el Uso de los Antimicrobianos se celebra del 18 al 24 de noviembre desde 2015. Fue proclamada por la Asamblea Mundial de la Salud en ese mismo año.

## Proclamación
La Semana Mundial de Concienciación sobre el Uso de los Antimicrobianos fue proclamada el 26 de mayo de 2015 por la Asamblea Mundial de la Salud, durante su 68.ª sesión, al aprobar un plan de acción mundial dirigido a enfrentar el desafío creciente de la resistencia a los antimicrobianos (RAM). Esta proclamación responde a la necesidad urgente de concienciar a nivel mundial sobre el impacto y los riesgos que implica la resistencia de microorganismos como bacterias, virus, hongos y parásitos ante los medicamentos. La resistencia hace que los tratamientos antimicrobianos pierdan efectividad, lo que permite la propagación de enfermedades y aumenta las tasas de mortalidad por infecciones que antes eran tratables. Su objetivo es fortalecer el conocimiento sobre la RAM a través de la educación, la comunicación y la formación, promoviendo así una mayor concienciación sobre el uso responsable de antimicrobianos.

## Celebración
La semana se celebra cada año del 18 al 24 de noviembre. La fecha fue establecida para facilitar actividades educativas y de concienciación que involucren a distintos sectores de salud humana, salud animal y medio ambiente, dentro del enfoque de Una sola salud, que aboga por una colaboración multisectorial para reducir la aparición y propagación de la resistencia antimicrobiana. Desde su primera celebración en 2015, esta semana cuenta con la participación de entidades gubernamentales, organizaciones internacionales y profesionales de la salud, quienes impulsan campañas informativas para educar al público sobre las consecuencias de la RAM. Entre las actividades típicas se incluyen talleres, conferencias y campañas en medios de comunicación para informar sobre el uso prudente de los medicamentos antimicrobianos. También se organizan eventos de capacitación para profesionales de la salud y foros para discutir políticas y estrategias de contención de la RAM.

## Temas
- 2015-16: Antibióticos: Manejar con cuidado[4][5]
- 2017: Pida consejo a un profesional de salud antes de tomar antibióticos[6]
- 2018: El cambio no puede esperar. Se nos acaba la era de los antibióticos[7]
- 2019: El futuro de los antibióticos depende de todos nosotros[8]
- 2020: Antimicrobianos: manéjalos con cuidado[9]
- 2022-23: Prevenir juntos la resistencia a los antimicrobianos[10][11]
- 2024: Educar. Promover. Actuar ahora[12]